# Pamela Hensley
Pamela Hensley (Glendale, 3 oktober 1950) is een Amerikaanse voormalige actrice.

## Biografie
Hensley werd geboren als Pamela Gail Hensley op 3 oktober 1950 in Glendale (Californië) als dochter van actrice Gail Slater en John Hensley, een dierenarts. Haar acteerdebuut was in 1970 in de western There Was a Crooked Man.... Daarna volgden meer kleine rollen in de komedie Making It en de dramafilm Self-Portrait. In 1973 tekende ze een contract bij Universal en speelde ze gastrollen in bekende televisieseries zoals Kojak, Ironside, The Six Million Dollar Man en Vega$.
Ze is wellicht het bekendst van haar rol als Prinses Ardala in de pilot sciencefictionfilm Buck Rogers in the 25th Century uit 1978, een rol die ze hernam in seizoen 1 (1979-1980) van de daaropvolgende televisieserie. Ze speelde ook drie jaar lang de rol van C.J. Parsons in de misdaadserie Matt Houston. Na het einde van deze serie stopte ze met acteren.
In 2004 bracht ze onder de naam Pamela Hensley Vincent een kookboek uit met de titel The Jewish-Sicilian Cookbook.
Hensley was twee keer getrouwd. Haar eerste huwelijk met componist Wes Farrell duurde van 1978 tot 1980 en eindigde in een echtscheiding. In 1982 trouwde ze met televisieproducent E. Duke Vincent. Dit huwelijk hield stand tot zijn overlijden in 2024.

## Filmografie
- Bibliothèque nationale de France: cb14186598x (data)
- Gemeinsame Normdatei: 1025179641
- International Standard Name Identifier: 0000 0003 6752 2893
- Library of Congress Control Number: no94038934
- Nationale Bibliotheek van Israël: 987007305448905171
- Système universitaire de documentation: 255704801
- Virtual International Authority File: 300952619
- WorldCat: E39PBJyx9p7JwCjjYy6th874MP